# Сук-эш-Шуюх
Сук-эш-Шую́х (араб. سوق الشيوخ‎ — «Рынок шейхов») — город на юго-востоке Ирака, расположенный на территории мухафазы Ди-Кар. Административный центр одноимённого округа.

## Географическое положение
Город находится в южной части мухафазы, на берегу озера Эль-Хаммар, на высоте 0 метров над уровнем моря.

Сук-эш-Шуюх расположен на расстоянии приблизительно 22 километров к юго-востоку от Эн-Насирии, административного центра провинции и на расстоянии 318 километров к юго-востоку от Багдада, столицы страны.

## Население
По данным последней официальной переписи 1965 года, население составляло 16 566 человек.
Динамика численности населения города по годам:
| 1965   | 2012   |
| ------ | ------ |
| 16 566 | 20 287 |